# パナソニック住宅設備
パナソニック住宅設備株式会社（パナソニックじゅうたくせつび、英: panasonic housing equipment co.,ltd.）は、水廻り設備、建材などの製造を手がけるパナソニックグループの企業。

## 沿革
- 1975年（昭和50年）5月 - 真岡建材工業株式会社として、資本金3億円で操業開始。
- 1979年（昭和54年）4月 - 真岡松下電工株式会社に社名変更。
- 2008年（平成20年）10月 - パナソニック電工北関東式会社に社名変更。
- 2010年（平成22年）4月 - パナソニック電工北関東を母体に、パナソニック電工の水廻り事業の製造機能、パナソニック電工バス&ライフ株式会社、パナソニック電工バス&ライフ水戸株式会社、パナソニック電工岐阜株式会社を再編し、パナソニック電工住宅設備株式会社を設立。
- 2012年（平成24年）1月 - パナソニックグループ再編により、親会社のパナソニック電工がパナソニックに吸収合併され解散、パナソニックの社内カンパニー「エコソリューションズ社」の傘下に入る。パナソニックエコソリューションズ住宅設備株式会社に社名変更。
- 2022年（令和4年）4月 - パナソニックの持株会社制への移行に伴い、 住宅設備や建材製品を管轄するパナソニック ハウジングソリューションズの傘下に入る。

## 製造拠点
- 真岡工場（栃木県真岡市）
- 水戸工場（茨城県水戸市）
- 足利工場（栃木県足利市）
- 幸田工場（愛知県額田郡幸田町）
- 門真工場（大阪府門真市）
- 北九州工場（福岡県北九州市）
- 石岡製造課（茨城県石岡市）
- 四日市製造課（三重県四日市市）